# センチュリー (カクテル)
センチュリーとは、ブランデーをベースとするカクテルであり、ショートドリンク（ショートカクテル）に分類される。

## 由来
センチュリーは、1968年に開かれたカクテル・コンクール

で優勝した作品である。制作者は、池村 勝。

## 標準的なレシピ
- ブランデー ： シャルトリューズ・ジョーヌ ＝ 3：1
- レモン・ジュース ＝ 2dash
- レモンの果皮 （香り付け用）

### 作り方
1. まず、ミキシング・グラスで、ブランデー、シャルトリューズ・ジョーヌ、レモン・ジュースをステアする。
2. それを、カクテル・グラス（容量75〜90ml程度）に注ぐ。
3. 最後に、レモンの果皮より精油を絞りかければ完成である。